# Supercoupe d'Espagne de football 1982
Navigation
Supercoupe d'Espagne 1983
La Supercoupe d'Espagne 1982 (en espagnol : Supercopa de España 1982) est la première édition de la Supercoupe d'Espagne, épreuve qui oppose le champion d'Espagne au vainqueur de la Coupe du Roi. Disputée en match aller-retour les 13 octobre 1982 et 28 décembre 1982, l'épreuve est remportée par la Real Sociedad aux dépens du Real Madrid sur le score cumulé de 4 à 1.
Il s'agit du premier titre de la Real Sociedad dans cette compétition.

## Compétition
| Vainqueur Coupe | Aller | Score | Retour | Champion en titre |
| --------------- | ----- | ----- | ------ | ----------------- |
| Real Madrid     | 1 - 0 | 1 - 4 | 0 - 4  | Real Sociedad     |